# Ткаченко, Дарья Александровна
Да́рья Александровна Ткаче́нко (род. 21 декабря 1983 в Торезе, Донецкая область, УССР, СССР) — украинская и российская спортсменка (международные шашки). Пятикратная чемпионка мира в классической программе (2005, 2006, 2008, 2011, 2024); двукратная чемпионка Европы (2004, 2006). Чемпионка Европы в блиц-программе (2013) и чемпионка мира в рапиде (2022). Чемпионка мира среди девушек (2001), чемпионка Европы среди девушек (1999, 2000). Четырёхкратная чемпионка Украины (2001, 2003, 2007, 2021), двукратная чемпионка Нидерландов (2023, 2024). Международный гроссмейстер, заслуженный мастер спорта Украины с 2005 года. Указом президента Украины награждена орденом княгини Ольги III степени. Чемпионка мира по турецким шашкам (2016).

## Личная жизнь
Окончила школу в городе Снежное с золотой медалью. Училась в Киевском университете по специальности «биология», в 2004 году получила степень бакалавра, в 2007 году окончила университет с красным дипломом; в 2008 году аспирантка кафедры ботаники.
По словам шашистки, после спортивных успехов министерство спорта Украины и Верховная рада ходатайствовали о выделении ей квартиры в Киеве, но этого так и не произошло. После начала войны в Донбассе дом её родителей был частично разрушен и семья перебралась к родственникам в Россию. 1 сентября 2016 года президент России Владимир Путин подписал указ о предоставлении Дарье Ткаченко российского гражданства. По собственным словам, Ткаченко оформила получение российского гражданства, поскольку у неё постоянно возникали проблемы с выездом на соревнования из России с украинским паспортом.

## Спортивная карьера
Играет в шашки с 10 лет. В ноябре 1996 года, в неполные 13 лет, стала бронзовым призёром чемпионата Украины среди девушек (до 19 лет). В 1999 году стала чемпионкой Европы среди девушек, повторила этот успех год спустя, а в 2001 году стала чемпионкой мира среди девушек. В этом же году выигрывает взрослый чемпионат Украины.
В 2003 году вторично стала чемпионкой Украины, а в 2004 году завоевала первый международный титул среди взрослых, став чемпионкой Европы. Год спустя выиграла свой первый взрослый чемпионат мира. В 2006 году вторично стала чемпионкой Европы и мира (победив в матче за чемпионское звание Тамару Тансыккужину), а в составе женской команды «Плесо» завоевала клубный Кубок Европы.
В 2007 году на чемпионате мира в Якутске Ткаченко уступила мировую корону Тансыккужиной, оставшись второй. Однако через год она вернула себе чемпионское звание в матче, который, как и два года назад, проходил частично в России, а частично на Украине. В матче, состоявшем из трёх сетов, Ткаченко уже после второго обеспечила себе общую победу. В эти два года она ещё дважды выигрывала клубный Кубок Европы, теперь в составе команды «Мотор Сич» (Запорожье).
В 2010 году на чемпионате мира в Уфе Ткаченко вновь потеряла чемпионское звание, оставшись на четвёртом месте в результате переигровки с Матрёной Ноговицыной, но на следующий год вернула себе титул, победив в матче с Зоей Голубевой со счётом 2:1 по сетам. Проиграв первый сет в третьей дополнительной партии, она затем выиграла оба оставшихся, не доводя вновь дело до блица. Перепады в игре Ткаченко продолжились осенью того же года, когда на турнире на звание чемпионки мира в Ровно она осталась только шестой из 14 участниц, проиграв одну партию Ноговицыной при всего трёх победах и пропустив вперёд, среди прочих, ещё одну украинку, Викторию Мотричко.
В 2013 году на чемпионате мира в Улан-Баторе заняла второе место вслед за Зоей Голубевой. В 2015 году Ткаченко, переехавшая в Москву, занимала призовые места на чемпионате мира по блицу и чемпионате Европы по быстрым шашкам.
В 2016 году на первом чемпионате мира по турецким шашкам заняла первое место, выступая за сборную России.
В 2021 году Ткаченко, вернувшаяся на Украину, вернула себе звание чемпионки страны по международным шашкам. В чемпионате мира из-за проблем с двойным гражданством выступала под флагом ФМЖД. В турнире по рапиду она стала серебряным призёром, набрав одинаковое количество очков с чемпионкой — хозяйкой соревнований Натальей Садовской. Спустя год на чемпионате мира по рапиду, снова проходившем в Польше, Ткаченко завоевала чемпионское звание. На чемпионате мира 2023 года с классическим контролем времени в отсутствие российских и белорусских участниц завоевала серебряную медаль.
С конца 2023 года на соревнованиях выступала под флагом Нидерландов. В 2024 году стала серебряным призёром чемпионата Европы в Италии, а в конце того же года в Вагенингене (Нидерланды) выиграла матч на звание чемпионки мира у Мотричко, победив в тай-брейке.

### Участие в чемпионатах мира и Европы по международным шашкам
| Год  | Уровень | Место проведения     | Турнир/матч             | Результат         | Место |
| ---- | ------- | -------------------- | ----------------------- | ----------------- | ----- |
| 2004 | ЧЕ      | Млава                | Турнир                  | 4+ 5= 0-          | 1     |
| 2005 | ЧМ      | Латронико            | Турнир                  | 6+ 5= 0-          | 1     |
| 2006 | ЧЕ      | Бовец                | Турнир                  | 4+ 5= 0-          | 1     |
| 2006 | ЧМ      | Якутск, Киев         | Матч с Т. Тансыккужиной | 2:1 по сетам      | 1     |
| 2007 | ЧМ      | Якутск               | Турнир                  | 6+ 8= 1-          | 2     |
| 2008 | ЧМ      | Уфа, Днепродзержинск | Матч с Т. Тансыккужиной | 3:0 по сетам      | 1     |
| 2008 | ЧЕ      | Таллин               | Турнир                  | 3+ 6= 0-          | 2     |
| 2010 | ЧЕ      | Семпульно-Краеньске  | Турнир                  | 2+ 4= 3-          | 19    |
| 2010 | ЧМ      | Уфа                  | Турнир                  | 0+ 9= 1-          | 4     |
| 2011 | ЧМ      | Днепродзержинск      | Матч с З. Голубевой     | 2:1 по сетам      | 1     |
| 2011 | ЧМ      | Ровно                | Турнир                  | 3+ 9= 1-          | 6     |
| 2012 | ЧЕ      | Эммен                | Турнир                  | 3+ 5= 1-          | 5     |
| 2013 | ЧМ      | Улан-Батор           | Турнир                  | 7+ 7= 1-          | 2     |
| 2014 | ЧЕ      | Таллин               | Турнир                  | 4+ 3= 2-          | 7     |
| 2016 | ЧЕ      | Измир                | Турнир                  | 2+ =6 −1          | 11    |
| 2018 | ЧЕ      | Москва               | Турнир                  | 4+ =3 −2          | 14    |
| 2021 | ЧМ      | Таллин               | Турнир                  | 4+ 7= 4-          | 10    |
| 2023 | ЧМ      | Виллемстад           | Турнир                  | 7+ 7= 1-          | 2     |
| 2024 | ЧЕ      | Кьянчано-Терме       | Турнир                  | 5+ 3= 1-          | 2     |
| 2024 | ЧМ      | Вагенинген           | Матч с В. Мотричко      | 1+ 10= 1- (1+ 1=) | 1     |